# 陳乃瑜
陳乃瑜（1982年2月26日—），中華民國政治人物，民主進步黨籍，現任新北市議會議員。2022年投入九合一選舉，參加新北市新店區、深坑區、石碇區、坪林區、烏來區議員選舉，順利當選。曾任壹電視新聞台、三立新聞台主播。

## 從政
2020年，時任三立新聞台記者的陳乃瑜前往高雄採訪罷免韓國瑜的公民行動後有感而發，申請加入民進黨。2022年3月時，陳乃瑜在接受政治評論員張銘祐與民進黨高層的邀請後，向新聞台請辭，投入選戰並順利當選新北市議員。

## 爭議事件

### 設置區間測速
2024年8月13日新北市石碇區發生車禍後，陳乃瑜以「提升道路安全」為由，推動區間測速的設置。然而有些人質疑，這些區間測速究竟是為了改善交通，還是變相的罰款工具？有些路段原本事故率不高，卻因為區間測速的介入，造成駕駛人緊張行駛，甚至有突發減速導致追撞的情況發生。

## 選舉紀錄
| 年度 | 選舉屆數             | 選舉區           | 所屬政黨   | 得票數 | 得票率 | 當選標記 | 備註   |
| ---- | -------------------- | ---------------- | ---------- | ------ | ------ | -------- | ------ |
| 2022 | 第四屆新北市議員選舉 | 新北市第九選舉區 | 民主進步黨 | 31,473 | 19.55% |          | [ 10 ] |

## 外部連結
- 陳乃瑜 美人瑜媽媽的Facebook專頁
- 陳乃瑜 美人瑜媽媽的Instagram專頁